# إيفانز كيلين
إيفانز كيلين (بالإنجليزية: Evans Killeen)‏ هو لاعب كرة قاعدة أمريكي، ولد في 27 فبراير 1936 في بروكلين في الولايات المتحدة.

## وصلات خارجية
- إيفانز كيلين على موقعبيزبول رفرنس.كوم (الدوري الرئيسي) (الإنجليزية)
- إيفانز كيلين على موقعبيزبول رفرنس.كوم (الدوري الثانوي) (الإنجليزية)